# 313. československá stíhací peruť RAF
313. československá stíhací peruť RAF (anglicky No.313 (Czechoslovak) fighter squadron RAF) patřila k celkem čtyřem perutím československého letectva v rámci britského královského letectva Royal Air Force. Heslem perutě bylo: JEDEN JESTŘÁB MNOHO VRAN ROZHÁNÍ.

## Vznik a zapojení do bojových operací

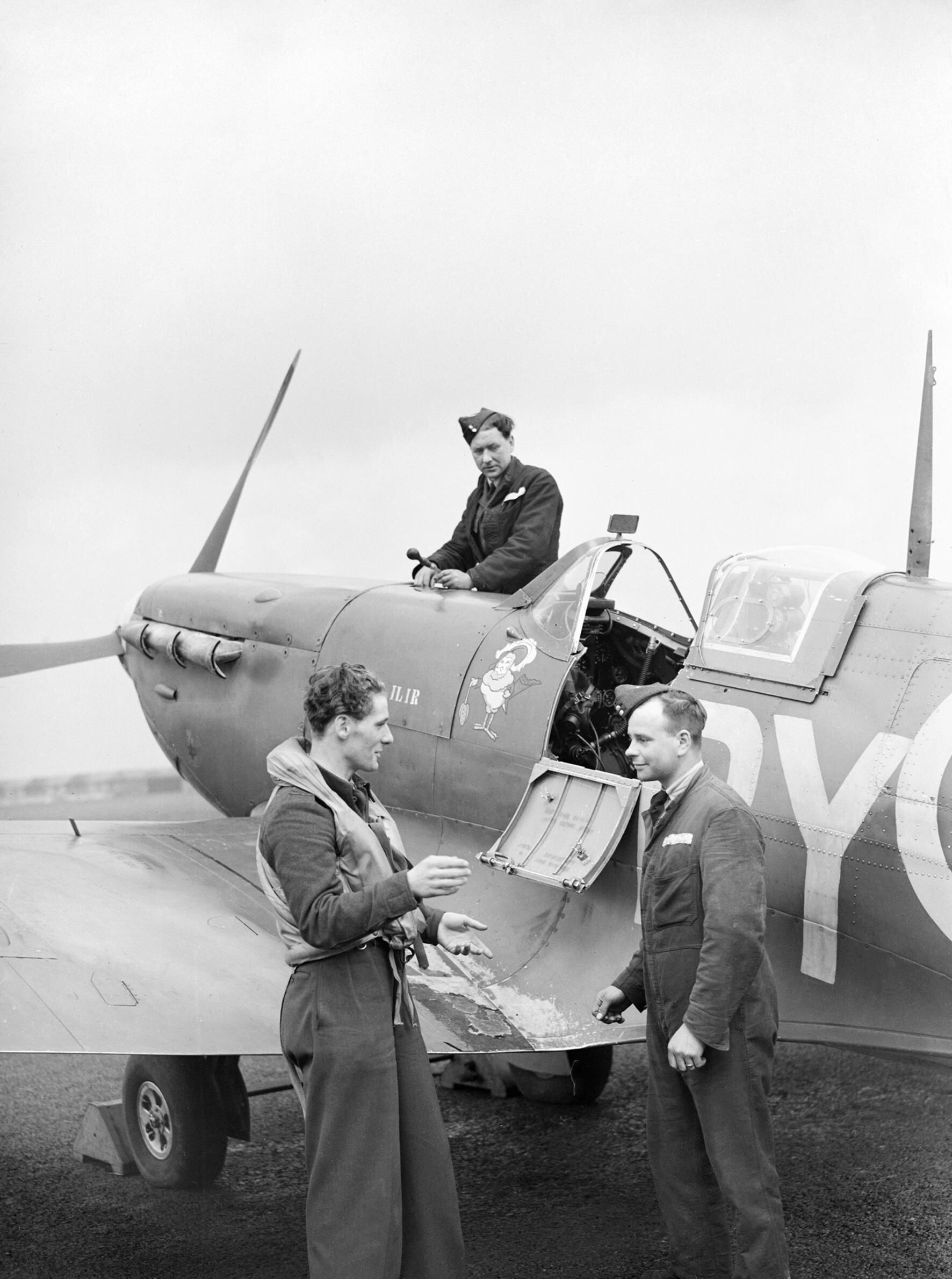
Stíhací letoun Spitfire 313. stíhací perutě v dubnu 1942
(Pilot: Karel Vykoukal z Chotěboře)

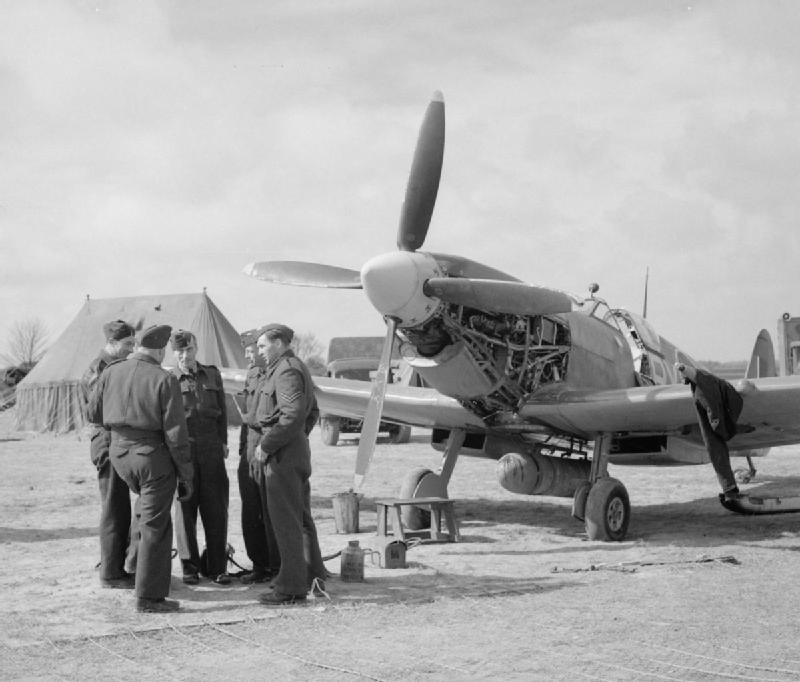
Stíhací letoun Spitfire Spitfire LF Mk. IX 313. stíhací perutě během údržby na základně, duben 1944

K oficiálnímu založení došlo 10. května 1941 z rozhodnutí Air Ministry a exilového Ministerstva národní obrany na základně Catterick v hrabství Yorkshire v rámci 13. skupiny Velitelství stíhacího letectva. 31. května 1941 byl zahájen výcvik s jedenácti piloty a šesti letadly. Bojeschopnost perutě byla vyhlášena dne 10. června 1941 a hned druhý den byl proveden první operační let. Ještě v průběhu výcviku zahynul první pilot, Sgt. Josef Gutvald. Stalo se tak 27. května 1941 v odpoledních hodinách poblíž letiště.
Krátce po svém příchodu oznámil S/L Josef Jaške očekávanou zprávu o přesunutí na jih země a nasazení nad okupovanou Francií, zpráva byla oficiálně potvrzena 26. srpna 1941. Poté peruť prováděla útoky na nepřátelské území. První let byl 31. srpna 1941. S blížícím se novým rokem 1942 se počasí velmi zhoršovalo, a tak začalo pro obě strany očekávané snížení letecké aktivity a piloti převážně létali na hlídkové lety a zajišťovali doprovody konvojů. Poté přišla nová letadla typu Spitfire MK.Vb, na nichž museli vykonat výcvik ostrých střeleb z důvodu instalace nových kanónů pro zvýšení účinnosti střelby.
V rámci 11. skupiny si peruť vydobyla svoji slávu, za dobré odvádění výškových krytí, která prováděla po většinu času jejího nasazení na jihovýchodě Anglie. Když v této době byli už němečtí stíhači pomocí radarových stanic informováni o blížících se britských letadlech, byli schopní včas vzlétnout, a jak bylo jejich zvykem, vystoupat nad svoji oběť a z této výborné pozice se sluncem v zádech, se na ni vrhnout. Právě proto bylo výškové krytí velmi obtížné a nebezpečné, protože letci, kteří ho vykonávali, byli „první na ráně“. Na výškové krytí byly proto vždy vybrány jen ty nejlepší perutě, které měly za úkol odrazit německé stíhačky útočící na hlavní sestavu letadel s bombardéry ve středu uskupení a svést s nimi souboje často jeden proti jednomu. Tuto úlohu dostávala v Hornchurchském wingu převážně 313. peruť, která dostala přiléhavý volací znak – Butcher („řezník“).
První let v 11. skupině absolvovali piloti 18. prosince 1941. Úlohou bylo vnutit Němcům vzdušný boj, ale nepřítel nejevil o tento boj zájem, neboť si nemohl dovolit ztrácet cenné stíhačky v boji se stíhači nepřítele, který nedoprovázel bombardéry, které byly zranitelnějšími a důležitějšími cíli pro piloty Luftwaffe. Během čekání na novou spojeneckou „non-stop ofenzívu“ vykonávali piloti kromě již zmíněných hlídek a doprovodů konvojů i různé výpady proti kontinentální Evropě. Jednalo se například o akce Rhubarb, při níž útočili pouze stíhači na stanoviště protiletecké obrany, letiště, pochodující útvary Wehrmachtu, radarová stanoviště, nákladní vlaky a jiné strategicky důležité pozice obránců Atlantického valu a francouzského vnitrozemí. Piloti si odlétali několik nočních letů, které se však pro nevhodnost používaných letadel příliš neosvědčily a postupně se rušily. Jedním z důvodů bylo oslnění pilotů z výfuků jejich Spitfirů, které neměly tlumiče plamenů hořících výparů stooktanového paliva.
O tom, že smrt číhá na letce skoro na každém kroku, se členové 313. perutě přesvědčili nejen v lednu 1942. Celé následující jaro se neslo ve vysílání obřích svazů stíhačů, které chránily maximálně 12 bombardérů. Například, když útočila celá 11. skupina Velitelství stíhacího letectva, jednalo se až o 350 Spitfirů nad nepřátelským územím.
Peruť se aktivně účastnila invaze do Evropy v červnu 1944 a svoji činnost ukončila koncem září 1945 v Praze, kde byla formálně rozpuštěna a vyňata ze složek RAF počátkem února 1946.

## Základny

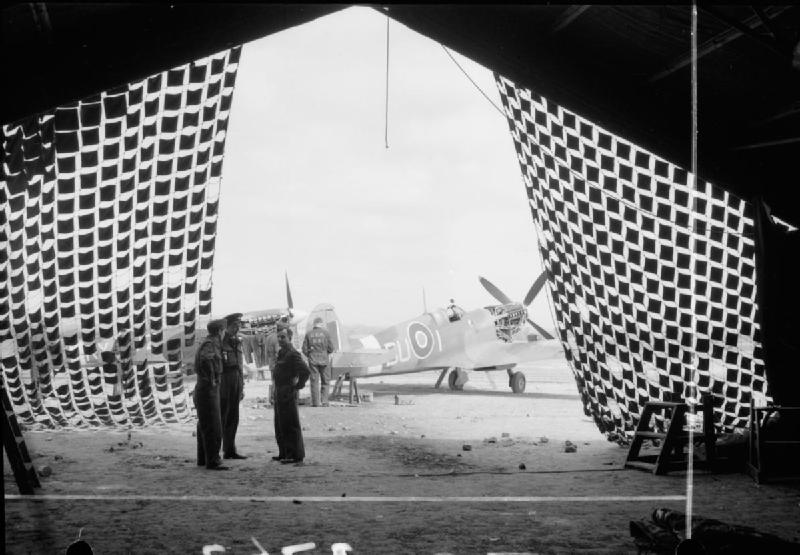
Stíhací letoun Spitfire Spitfire LF Mk. IXB 313. stíhací perutě

Když skončil výcvik, letka se přestěhovala dne 1. července 1941 na základnu Leconfield, aby bránila přístav Hull a konvoje plující podél východoanglického pobřeží Kanálem. Po ukončení přezbrojení na letouny Spitfire Mk. IIa se peruť 26. srpna 1941 přesunula na letiště Portreath v Cornwallu na jihozápadě Anglie, do sestavy 10. skupiny Fighter Command. Ve dnech 13. - 15. prosince 1941 se peruť přestěhovala na letiště v Hornchurchi dle rozkazu z 11. prosince 1941, a po ukončení střeleckých zkoušek dvacetimilimetrových kanónů Hispano Suiza ve Warmvellu, které byly namontovány na nové Spitfiry „pětky“, byla zařazena do Hornchurchského wingu 11. skupiny Velitelství stíhacího letectva. První velká akce, které se v rámci 11. skupiny 313. peruť účastnila, byla operace Fuller. Jednalo se o doprovod Hurribomberů a útok na doprovod bitevních křižníků Scharnhorst, Gneisenau a Prinz Eugen, plujících Doverskou úžinou z Brestu do severoněmeckých přístavů. Akce nedosáhla významnějších úspěchů a problémy měl jen Scharnhorst, který najel na minu a zastavil se. Přesto doplul do domovského přístavu. V průběhu jara doprovázely Spitfiry 313. perutě ostatní stíhací wingy výškovým krytím nebo přímým doprovodem bombardéry Douglas Boston Mk. III. Po ukončení působení perutě v 11. skupině Velitelství stíhacího letectva, se svěřenci „třistatřináctky“ staly také B-17 Flying Fortress 8. letecké armády USAAF. První akce na níž spolupracovala RAF a USAAF byl nálet na seřaďovací nádraží v Rouenu 17. srpna 1942. Nálet provedlo 12 B-17E. „Třistatřináctka“ prováděla společně s Ibsleyským wingem diverzní Circus 204 nad Cherbourgem, aby B-17 měly klidný let bez dotírajících německých stíhačů. O dva dny později se uskutečnila kombinovaná operace Jubilee, vylodění u Dieppe. Té se však účastnily pouze 310. a 312. peruť a dva čeští letci u 111. a 611. perutě. Vzhledem k poloze 10. skupiny a exeterského sektoru, začal narůstat počet pro československé perutě nových operací. Rhubarby - hloubkové útoky stíhačů rostly poměrně rychlým tempem. První větší operací tohoto druhu byl Synchronised Rhubarb, útok na německá letiště Lannion a Morlaix v oblasti Bretaně.
- Catterick
- Leconfield
- Portreath
- Hornchurch
- Rochford a Fairlop - satelitní letiště sektorové základny Hornchurch
- Churchstanton
- Warmwell - nácvik ostrých střeleb
- Peterhead - sever Skotska
- Hawking
- Ibsley
- Mendlesham
- Southend
- Tangmere
- North Weald
- Manston a další

Poslední umístění před rozpuštěním bylo letiště Praha-Ruzyně

## Poznámky o haváriích letadel

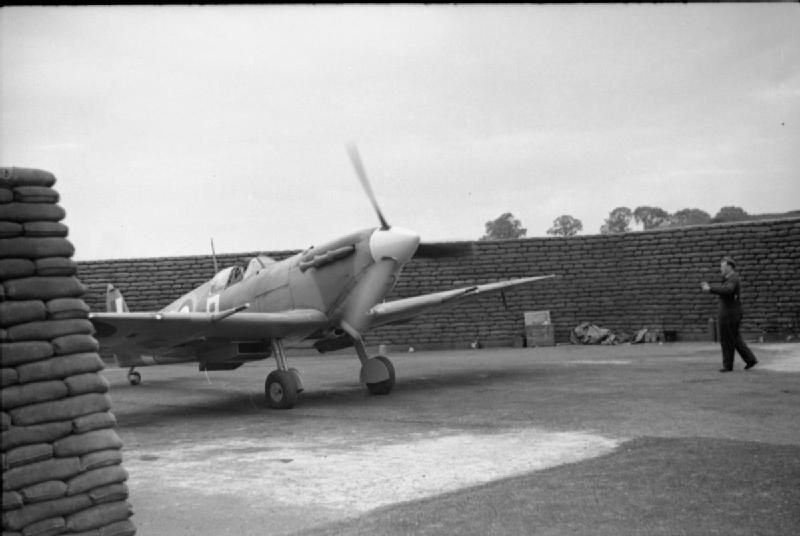
Stíhací letoun Supermarine Spitfire 313. stíhací perutě

## Výzbroj

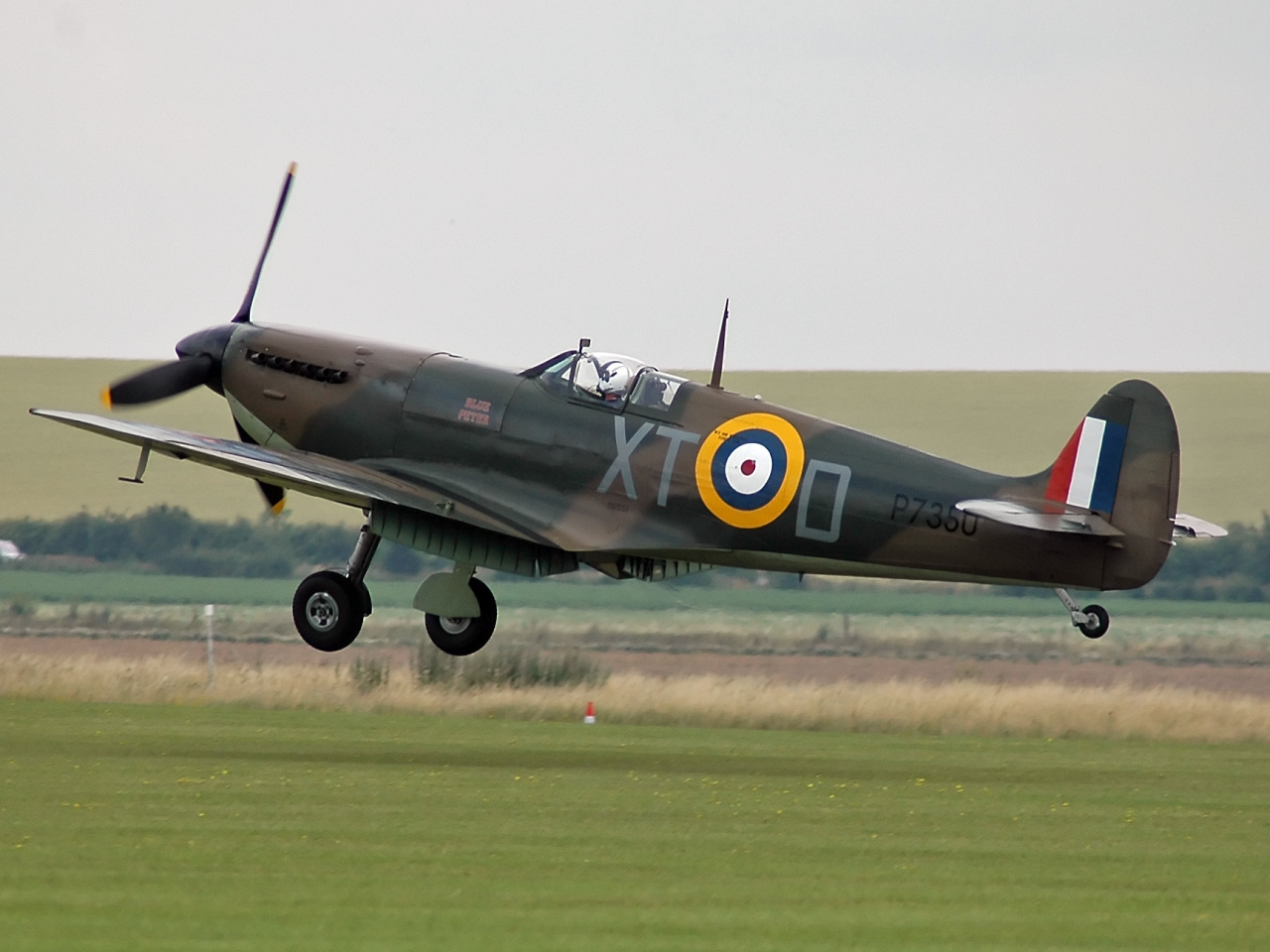
Spitfire Mk IIa

## Velitelé

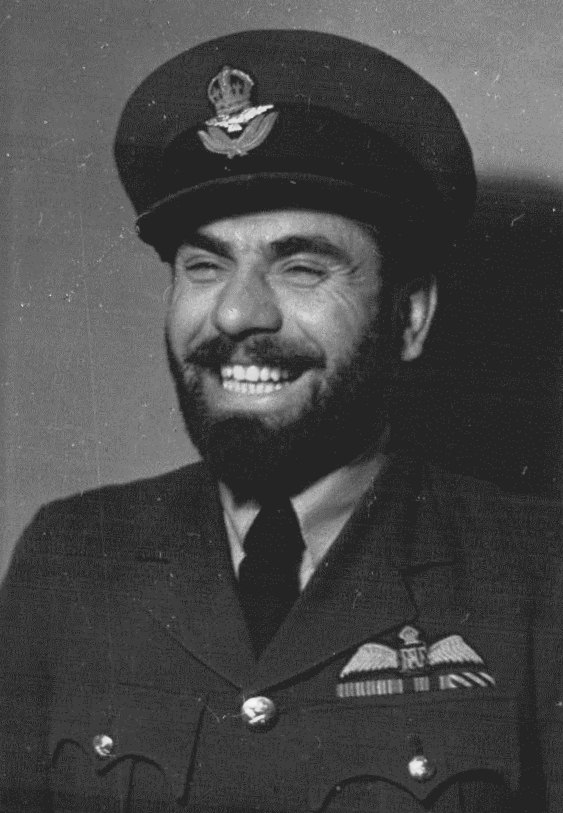
František Fajtl

## Ztráty létajícího personálu

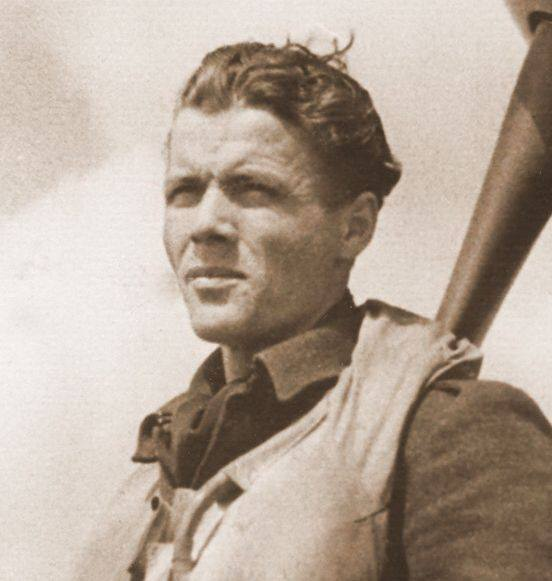
Arnošt Mrtvý